# Эмиссионный спектр
Эмиссио́нный спектр (от лат. emissio — испускание), спектр излуче́ния, спектр испуска́ния — относительная интенсивность электромагнитного излучения объекта исследования по шкале частот.
Обычно изучается излучение в инфракрасном, видимом и ультрафиолетовом диапазоне от сильно нагретого вещества. Спектр излучения вещества представляют либо в виде горизонтальной цветовой полосы — результат расщепления света от объекта призмой, либо в виде графика относительной интенсивности, либо в виде таблицы.

## Физика возникновения
Нагретое вещество излучает электромагнитные волны (фотоны).
Спектр этого излучения на фоне спектра излучения абсолютно чёрного тела, при достаточной температуре, на определённых частотах имеет ярко выраженные увеличения интенсивности. Причина повышения интенсивности излучения — в электронах, находящихся в условиях квантования энергии. Такие условия возникают внутри атома, в молекулах и кристаллах. Возбуждённые электроны переходят из состояния бо́льшей энергии в состояние меньшей энергии с испусканием фотона. Разница энергий уровней определяет энергию испущенного фотона, и, следовательно, его частоту в соответствии с формулой:
{\displaystyle E_{\Phi }=h\nu }
здесь Eф — энергия фотона, h — постоянная Планка и ν — частота.
Квантование на энергетические уровни зависит от магнитного поля, поэтому от него также зависит спектр излучения (см. Расщепление спектральных линий). Кроме того, сдвиг частоты благодаря эффекту Доплера также приводит к изменению положений линий в спектре движущихся объектов.

## Применение
Особенности спектра эмиссии некоторых элементов видимы невооружённым глазом, когда эти вещества, содержащие данные элементы, нагреты. Например, платиновый провод, опущенный в раствор нитрата стронция и затем поднесённый к открытому огню, испускает красный цвет благодаря атомам стронция. Точно так же, благодаря меди пламя становится светло-голубым.
Спектр излучения используется:
- для определения состава материала, так как спектр излучения различен для каждого элемента периодической таблицы Менделеева. Например, идентификация состава звёзд по свету от них.
- для определения химического вещества, совместно с другими методами.
- при изучении астрономических объектов (звёзды, галактики, квазары, туманности):
  - для определения движения объектов и их частей
  - для получения информации о происходящих в них физических процессах
  - для получения информации о структуре объекта и расположении его частей.

## Связанные эффекты
- Спектр поглощения является обратным к спектру испускания. Связано это с тем, что возбуждённый электрон в веществе переизлучает поглощённый фотон не в том же направлении, а энергии поглощённого и излучённого фотона одинаковы.